# Kathedraal van Vaduz
De Kathedraal van Vaduz, of de Kathedraal van St. Florin is een neogotische kerk in Vaduz, de hoofdstad van Liechtenstein.
Hij werd gebouwd in 1874 door Friedrich von Schmidt op de plaats van vroegere middeleeuwse gebouwen. De patroonheilige is Florinus of Remüs (Florin), een heilige uit de 9de eeuw in de Vinschgau.
Het aartsbisdom Vaduz werd opgericht door paus Johannes Paulus II in de apostolische constitutie Ad satius consulendum 2 december 2002. Tot dan was de Liechtensteinse proosdij een deel van het Zwitserse bisdom Chur. De plechtige openbare ceremonie vond plaats op 12 december 1997, in de parochiekerk van Vaduz, die vervolgens werd verheven tot de waardigheid van een kathedraal.